# Winfried Otto Schumann
Winfried Otto Schumann (Tubinga, 20 maggio 1888 – Monaco di Baviera, 22 settembre 1974) è stato un fisico tedesco che formulò matematicamente la risonanza della Terra che prende il suo nome, dopo oltre mezzo secolo di sperimentazioni..
Questa consiste in una serie di risonanze a bassa frequenza eccitate, secondo alcuni scienziati, dalle scariche dei fulmini nell'atmosfera.

## Biografia

### Origini e formazione
Winfried Schumann passò i suoi primi anni a Kassel e a Berndorf, una cittadina nei pressi di Vienna. Ottenne la laurea in ingegneria elettrotecnica presso l'Università Tecnica di Karlsruhe. Nel 1912 conseguì il dottorato.

### Attività e carriera accademica
Prima della prima guerra mondiale gestì il laboratorio di alta tensione della Brown, Boveri & Cie.
Nel 1920 fu nominato professore presso l'Università Tecnica di Stoccarda, dove era stato assunto come assistente di ricerca. Fu poi nominato professore di fisica presso l'Università di Jena. Nel 1924 fu professore e direttore del Laboratorio elettrofisico alla Technical University di Monaco di Baviera.

### Gli ultimi anni e la morte
Il laboratorio divenne poi un Istituto, nel quale Schumann continuò a lavorare, ritirandosi dalla ricerca attiva nel 1961 a 73 anni, anche se continuò ad insegnare per altri due anni.
Schumann aveva 86 anni quando morì il 22 settembre 1974.